# فرانك ستيلا
فرانك ستيلا (بالإنجليزية: Frank Stella)‏ (12 مايو 1936 – 04 مايو 2024) هو رسام، ونحات، ونقاش أمريكي، ولد في مالدن، شارك في معرض دوكومنتا الرابع ‏، وهو عضوٌ في الأكاديمية الملكية للفنون.

## التعليم
تعلم في جامعة برنستون، وأكاديمية فليبس.

## جوائز
حصل على جوائز منها:
- جائزة روما الأمريكية
- الميدالية الوطنية للفنون.

## روابط خارجية
- فرانك ستيلا على موقع الموسوعة البريطانية (الإنجليزية)
- فرانك ستيلا على موقع مونزينجر (الألمانية)
- فرانك ستيلا على موقع إن إن دي بي (الإنجليزية)
- فرانك ستيلا على موقع ديسكوغز (الإنجليزية)